# Dušan Becík
Dušan Becík (6. duben 1954 – 17. říjen 1988) byl přední slovenský horolezec a československý reprezentant.

## Rodina
Jeho bratr Stanislav Becík, byl od 18. srpna 2008 do 9. července 2010 ministrem zemědělství Slovenské republiky.

## Lezení
Podnikl zhruba 120 výstupů ve Vysokých Tatrách, zde vyniká mimo jiné zimní přechod hlavního hřebene z roku 1980. V Alpách vystoupil například na Triglav, Mont Blanc nebo Les Droites. Další výstupy podnikl v Andách, kde vytvořil prvovýstupy západní stěně Rondoy a Mitturaya (1982). V roce 1985 udělal s Jarýkem Stejskalem výstup alpským stylem na Čo Oju. Roku 1988 se dostal do oblasti Mount Everestu. Nejprve se s Jozefem Justem aklimatizoval při rychlém výstupu na hlavní vrchol Lhoce. Následně se pokusil o výstup Boningtonovou cestou alpským stylem. Po přelezení těžké stěny pokračoval Just na hlavní vrchol Everestu, další lezci traverzovali na normální trasu. Celá čtveřice - Just, Božík, Becík, Jaško zemřela při sestupu ve vichřici.